# Sommentier
Sommentier (Chomintchi  en patois fribourgeois) est un village de Suisse.
Auparavant commune indépendante, le village a fusionné le 1er janvier 2003 avec la commune de Vuisternens-devant-Romont. Cette commune fait partie du district de la Glâne, qui se trouve dans le sud du canton de Fribourg.
La colline du Mottex, à 957 mètres d'altitude, est le point dominant du village.

## Géographie
Sommentier se situe à 906 m d'altitude (ancienne école), 2.5 km au sud-ouest du village de Vuisternens-devant-Romont et à 6.5 km au sud de Romont, le chef-lieu du district de la Glâne. Le village est placé sur la pente nord de la colline du Mottex, dominée par le bois du Chanex.
La surface du village est de 3.24 km².
Le point culminant du village est à 957 m d'altitude, dans la forêt du bois du Chanex, au sommet de la colline du Mottex. Depuis la colline du Mottex, qui surplombe le village, le panorama s'étend du mont Tendre au Moléson, en passant par le Gibloux. En direction de Bulle, il est même possible d'apercevoir la Jungfrau.

Panorama depuis la colline du Mottex, ouest-nord-est

Panorama depuis Sommentier, avec toponymie des montagnes

### Climat
De par son exposition au nord et son altitude, le climat de Sommentier est frais et venteux, en particulier en ce qui concerne la bise. La colline du Mottex protège le village des coups de vent d'ouest et des orages. Ainsi, le violent orage de grêle de l'après-midi du 23 juillet 2009 qui a lourdement touché toute la région a épargné Sommentier.
Ce climat fait que les pâturages dominent le paysage agricole du village. Les conifères sont l'essence dominante dans les forêts de Sommentier, même si des arbres fruitiers, comme la poire à Botzi y sont acclimatés.
Grâce à son altitude, Sommentier est régulièrement au-dessus de la couche de stratus ("mer de brouillard") qui recouvre le plateau suisse.

## Histoire

### La période savoyarde (1240-1536)
La première mention du lieu date de 1247 sous les noms de Somentier et Summentier. Le village, située près du sommet de la colline du Mottex et dominant ainsi la vallée de la Glâne, pourrait ainsi tirer son nom de l'ancien français som (sommet, point culminant), avec un adjectif inconnu,. Au XIIIe siècle, les cisterciens de l'abbaye de Hautcrêt et d'Hauterive y avaient des propriétés. On leur doit probablement la clé et la croix qui ornent les armoiries du village.

### La période fribourgeoise (dès 1536)
En 1536, Fribourg profite de l'intrusion bernoise dans le Pays de Vaud et s'empare, entre autres, de Romont. Sommentier passe alors sous domination fribourgeoise. Le village fait alors partie du bailliage de Romont.

### De la république helvétique à la constitution fédérale (1798-1874)
Durant la République helvétique, de 1798 à 1803, Sommentier fait partie du district de Rue. De l'acte de médiation en 1803 à 1848 la commune est intégrée au district de Romont. Enfin à partir de 1848, année de création de l'État fédéral, elle fait partie du district de la Glâne.

### La période moderne (dès 1874)
Sommentier relevait jusqu'en 1936 de la paroisse de Vuisternens-devant-Romont. Dès cette date, avec la construction de l'église, Sommentier forme une paroisse avec le village voisin de Lieffrens.
Le 11 juin 1941 au soir, un violent orage de grêle s'est abattu sur le village, détruisant la quasi-totalité des récoltes et du fourrage, ce qui a été une catastrophe pour les habitants, principalement tous paysans: "Chacun se rappelle le 11 juin 1941. Tante Anna était morte dix jours avant cette date ; on disait qu’elle avait eu bien du bonheur de mourir avant cette nuit d’épouvante. Ce soir-là, on était allés aux complies. Il faisait tellement lourd, humide et tiède qu’on sentait qu’il se préparait quelque chose d’anormal. Peu après, l’orage éclatait, d’une violence inouïe… Un orage de grêle s’abattit sur la région durant un temps qui nous parut une éternité : pas un souffle pour dissiper les nuages meurtriers. On se sentait abandonnés par Dieu et maudits ! Ce soir-là, chacun dans chaque maison crut recevoir la foudre sur sa tête. Prêts à quitter le toit qui nous protégeait, nous étions tous dans la chambre, terrorisés. La même terreur régnait dans tout le village. (...)
Au petit matin, l’orage bourdonnait encore vaguement comme s’il ne pouvait pas calmer sa rage. On vit papa désespéré devant le spectacle de désolation qui s’offrait à ses yeux ! Tout avait été littéralement haché : pommes de terre, betteraves, petits pois, blé en herbe, jardins. On ramassait à pleines mains les fraises juste formées qui jonchaient le sol. Il fallut bien du courage pour repartir à zéro avec les cultures à la mi-juin."
Le 8 mai 2002, les communes d'Estévenens, La Joux, La Magne, Les Ecasseys, Lieffrens, Sommentier, Villariaz et Vuisternens-devant-Romont tenaient leur assemblée de fusion. Cette dernière a été acceptée à une très large majorité (plus de 70%). Sommentier fait depuis partie de la commune de Vuisternens-devant-Romont.

## Patrimoine bâti

### Chapelle Sainte-Anne
La chapelle Sainte-Anne, élevée en 1918-1919, est le premier édifice religieux construit par l'architecte Fernand Dumas.

### Église Notre-Dame de l’Assomption

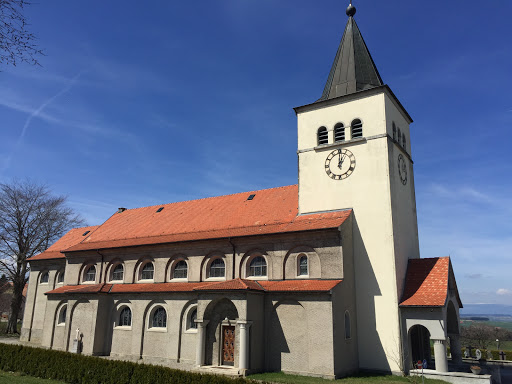
Église Notre-Dame de l'Assomption

L'église catholique Notre-Dame de l'Assomption a été construite de 1933 à 1934. Auparavant, les fidèles dépendaient de la paroisse de Vuisternens-devant-Romont. De style néo-roman, son clocher est équipé de quatre cloches coulées en 1934 par la fonderie savoyarde Paccard. Dotée d'une décoration sobre, l'église présente néanmoins un plafond à caissons en voûte en berceau remarquable.

### École de Sommentier

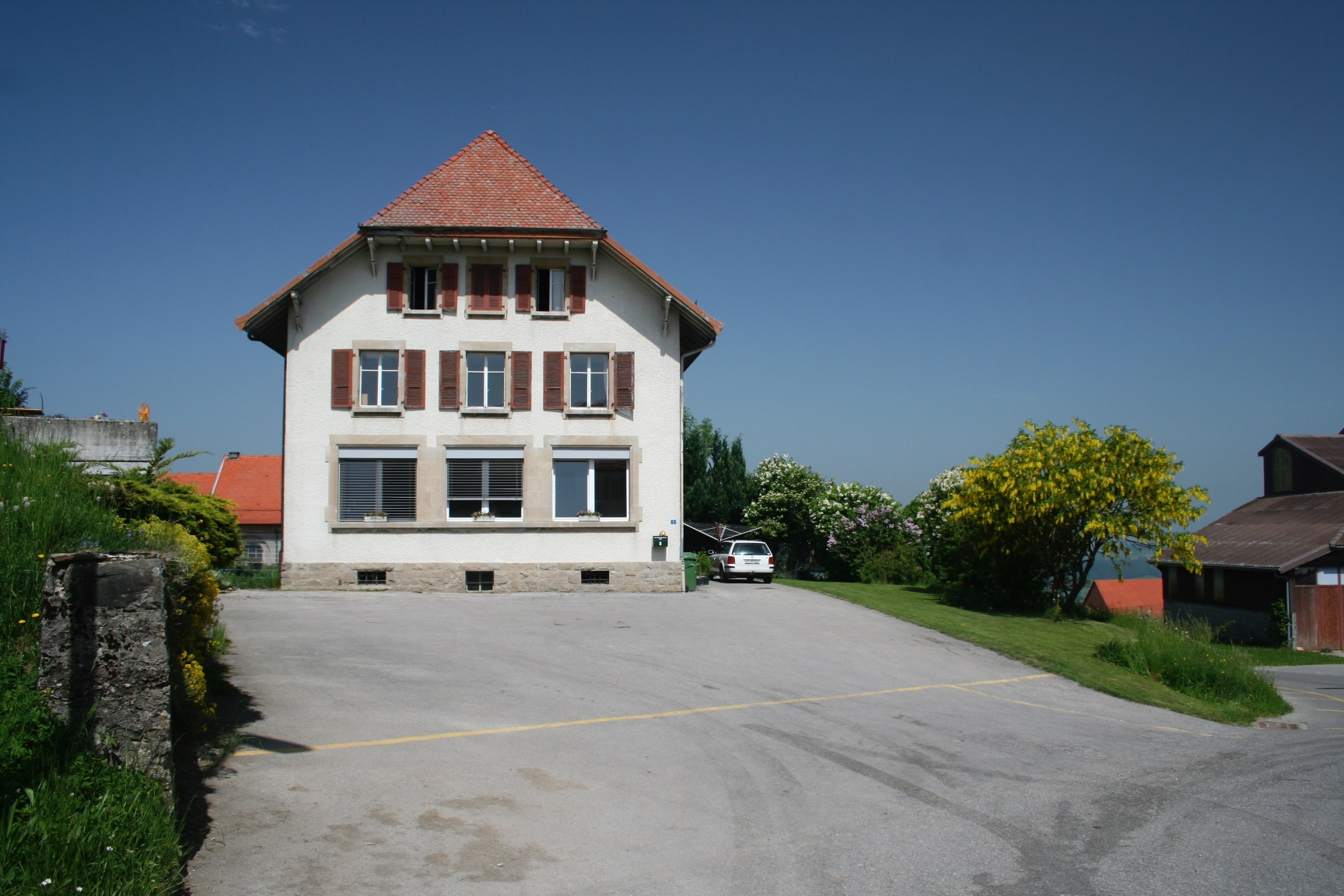
Ancienne école de Sommentier

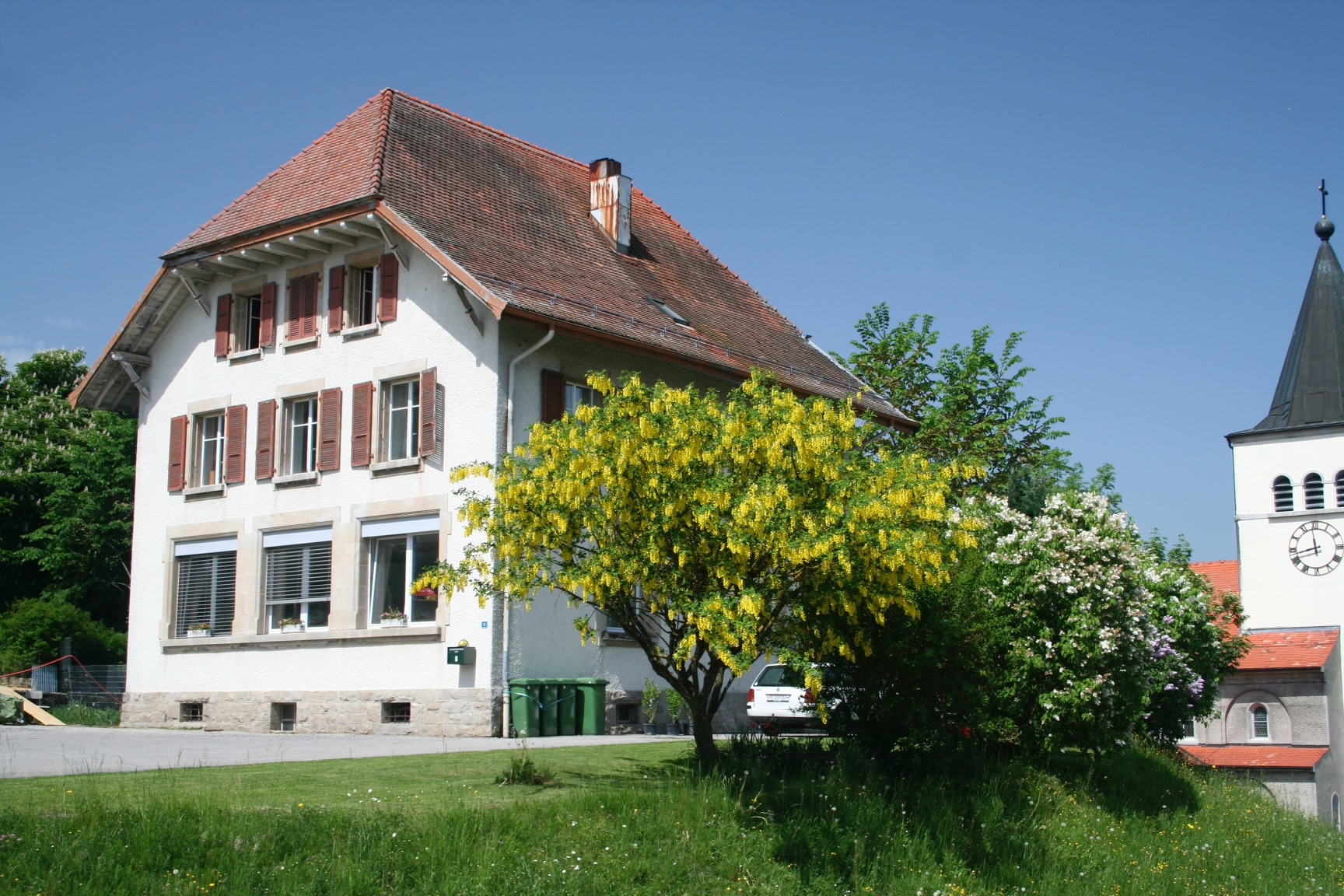
École et église de Sommentier

La construction de l'école de Sommentier s'est achevée en 1914. Elle se trouve au centre du village et domine l'église depuis 1934. Elle est constituée d'une classe, avec vestiaires et toilettes au rez-de-chaussée, du bureau de l'administration communale et de l'appartement du régent à l'étage. Un garage était dévolu au service du feu du village. L'école a été utilisée jusqu'en 2006, lorsque le nouveau centre scolaire de Vuisternens-devant-Romont a été inauguré. En 2007, la commune de Vuisternens-devant-Romont a vendu l'école.

#### Anecdotes
Quelques anecdotes sur l'école, recueillies auprès des anciens:
- La pierre nécessaire pour la construction de l'école provient du village de Bossonnens. Elle a été alors transportée par char, tiré par un cheval borgne.
- Les classes n'étant alors pas mixtes, seuls les garçons avaient accès à la nouvelle école. Les filles, elles, continuaient à utiliser la salle sans confort de l'autre côté de la rue, dans le bâtiment de la laiterie[10].
- Un jeu de quille en plein air surplombait la cour de l'école. Lorsque la météo le permettait, c'était alors le lieu de rencontre et de discussion des villageois après la messe dominicale.
- La cave de l'école servait de carnotzet lors de la fête nationale.

## Liens
- « Sommentier », sur gonthier.ch (consulté le 10 juillet 2008)
- Souvenirs d'enfance à Sommentier, qui regroupent les souvenirs de la Tante Cécile
- « Relevés météorologiques à Sommentier », sur sommentier.ch
- « Vues aériennes de Sommentier », sur swisscastles.ch